# Bernstorff (Adelsgeschlecht)

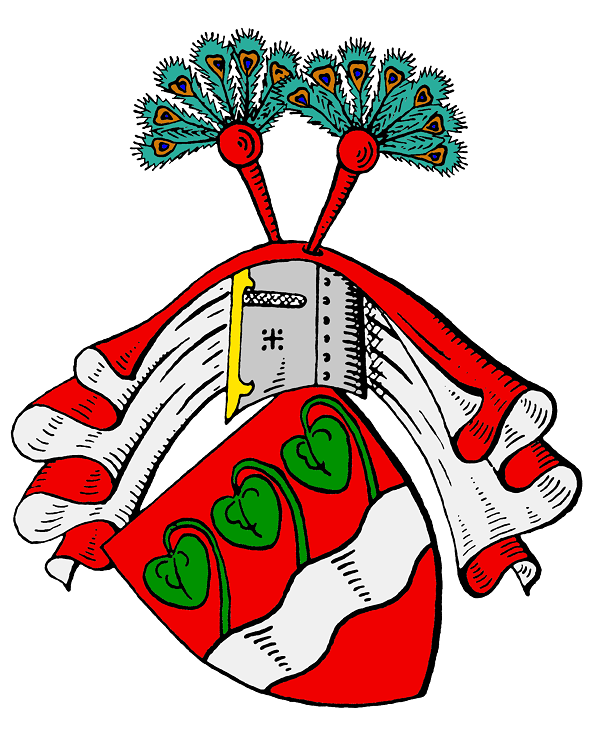
Stammwappen derer von Bernstorff

Die Familie von Bernstorff stammt aus dem Stammhaus Bernstorf im heutigen Landkreis Nordwestmecklenburg und gehört zum Mecklenburgischen Uradel. Sie erwarb auch Besitzungen im Lauenburgischen, Lüneburgischen und in Dänemark.

## Geschichte
Das Geschlecht erscheint erstmals urkundlich im Jahr 1300 mit Johannes dictus de Bernardestorpe. Die Stammreihe beginnt 1411 mit Johann Bernstorp, Knappe zu Bernstorp.
Die Familie teilte sich in die Linie I der Herren von Bernstorff (oder die nichtgräfliche) und die Linie II der Grafen von Bernstorff. Die nichtgräfliche hat den älteren 1. Ast und den jüngeren 2. Ast, letzterer ist 1966 erloschen. Die gräflichen Äste sind Gartow-Wedendorf und Wotersen-Dreilützow-Stintenburg; ersterer teilte sich im 19. Jahrhundert in die Zweige Gartow-Wehningen und Wedendorf (diesem gehörten die dann aufgeteilten Güter Wedendorf, Bernstorf, Beseritz, Alt-Karin und Quadenschönfeld). Letzterer teilte sich in die Zweige Wotersen (zu dem auch die dänischen Häuser Gyldensteen und Kattrup gehören, letzteres 1949 erloschen) und Dreilützow-Stintenburg (das Haus Dreilützow ist 1946 erloschen) sowie den Magnus'schen Zweig.

## Karrieren und Standeserhöhungen

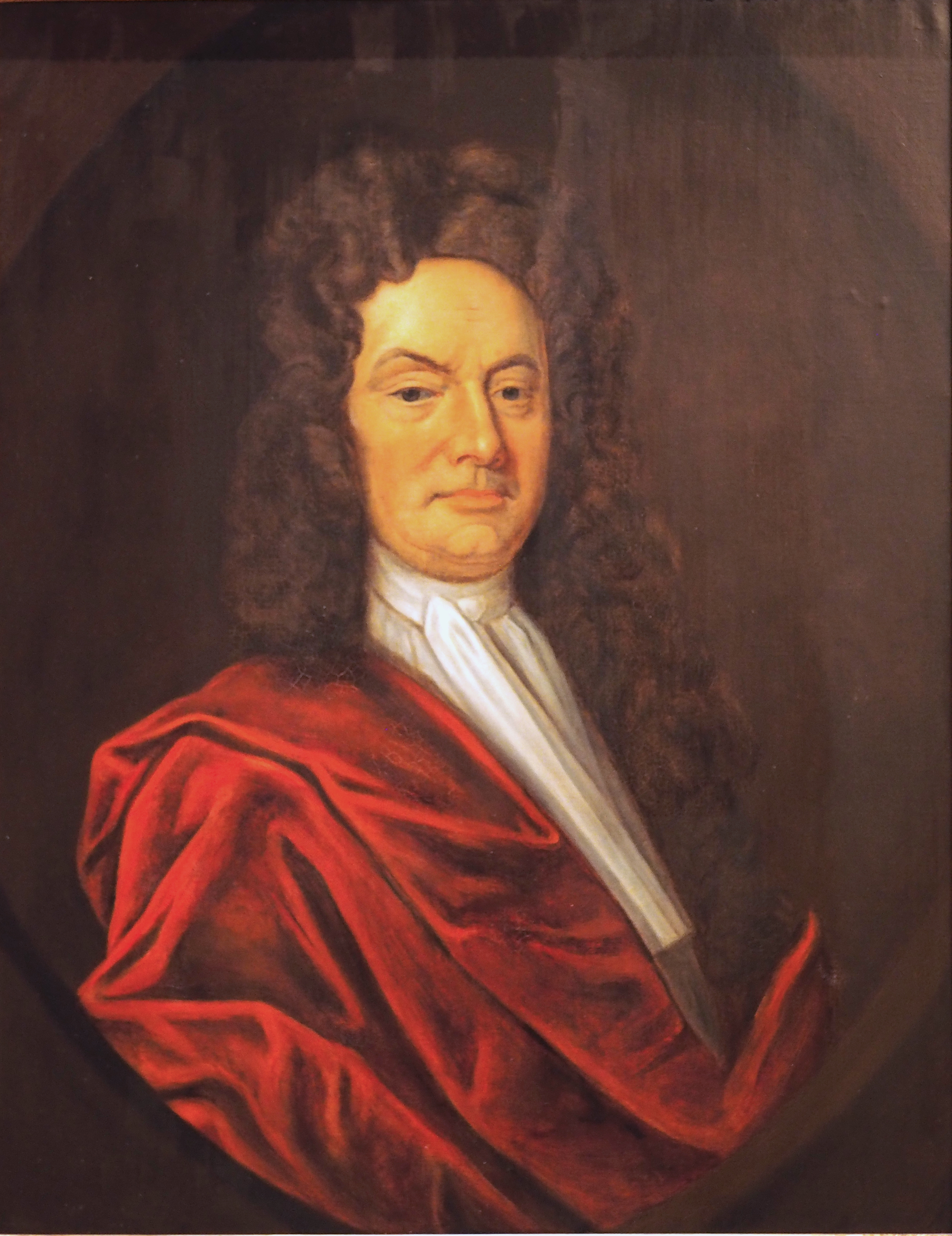
Andreas Gottlieb von Bernstorff (1649–1726), Erster Minister des Kurfürstentums Braunschweig-Lüneburg

1716 wurde der königlich britische und kurfürstlich braunschweig-lüneburgsche Minister Andreas Gottlieb von Bernstorff (1649–1726) in den Reichsfreiherrenstand erhoben. Er war zunächst leitender Minister in Celle, danach in kurhannoverschen Diensten Leiter der Deutschen Kanzlei in London und hatte dort maßgeblichen Einfluss auf die englische Politik; auch in Hannover amtierte er anschließend als leitender Minister. Er erwarb 1679 das Gut Wedendorf in Mecklenburg-Schwerin, 1694 das Gut Gartow im Lüneburgischen sowie 1717 Gut Wotersen im Herzogtum Sachsen-Lauenburg, welches dank ihm 1693 an das Fürstentum Lüneburg-Celle gefallen war; in Gartow und Wotersen ließ er neue Schlösser erbauen und hinterließ einen Familienfideikommiss; ferner erwarb er  1725 das mecklenburgische Dreilützow.
1767 wurden seine Enkel, die Brüder Johann Hartwig Ernst von Bernstorff (1712–1772), dänischer Außenminister sowie Herr auf Wotersen, Schloss Bernstorff, Wedendorf und Rüting, und Andreas Gottlieb von Bernstorff d.J. (1708–1768), Herr auf Gartow und Dreilützow, der 1740 auch die Stintenburginsel erwarb, von Christian VII. in den dänischen Grafenstand erhoben.

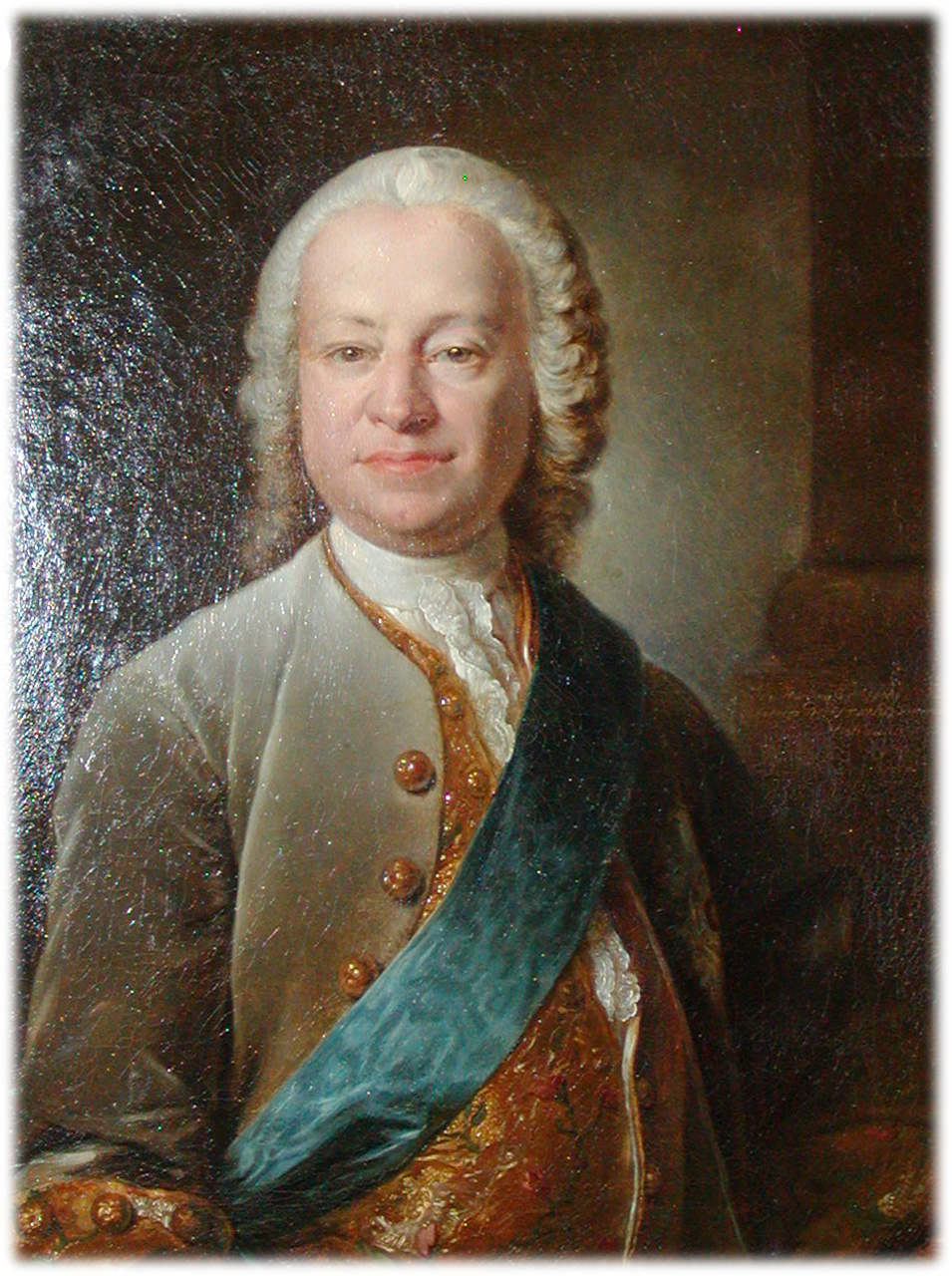
Graf Johann Hartwig Ernst von Bernstorff (1712–1772), dänischer Außenminister

Johann Hartwig Ernst gelang es, Dänemark aus dem Siebenjährigen Krieg herauszuhalten, was dem Land eine Wohlstandsperiode bescherte, nicht aber seine Heimat, das Kurfürstentum Braunschweig-Lüneburg. Mit Katharina II. schloss er einen Allianzvertrag und sorgte durch den Vertrag von Zarskoje Selo für die Wiedervereinigung des zuvor geteilten Herzogtums Holstein. Er ließ 1751 in Kopenhagen ein Stadtpalais errichten und erwarb 1752 nahe Kopenhagen einen Landsitz, auf dem er ab 1759 das Schloss Bernstorff errichten ließ; ferner baute er bis 1767 das Gutshaus Wotersen zu einer prachtvollen Barockanlage aus.
Sein Neffe Graf Andreas Peter von Bernstorff (1735–1797), der Sohn Andreas Gottliebs des Jüngeren, den er für die russischen Verhandlungen entsandt hatte, wurde von 1773 bis 1780 und von 1784 bis 1797 ebenfalls dänischer Außenminister; durch sein diplomatisches Geschick erlebte Dänemark eine Friedens- und Blütezeit. Dessen älterer Sohn Hans Hartwig (1767–1791) heiratete Konstanze von Knuth, Erbtochter des Lehnsgrafen Johan Heinrich Knuth-Gyldensteen, und begründete die bis heute in Gyldensteen ansässige dänische Linie. Dem dänischen Kammerherrn und Landrat Erich von Bernstorff (1791–1837) wurde 1828 wegen des Erbes der dänischen Lehnsgrafschaft Gyldensteen die dänische Namen- und Wappenvereinigung zu Bernstorff-Gyldensteen gestattet. Am 6. August 1873 wurde dies auf Johann Hartwig Ernst von Bernstorff-Gyldensteen, seinen ältesten Sohn, und diejenigen Nachkommen des Mannesstammes ausgeweitet, die in den Besitz der Lehnsgrafschaft Gyldensteen gelangen würden.
Andreas Peter von Bernstorffs jüngerer Sohn, Graf Christian Günther von Bernstorff (1769–1835), war im Jahre 1800 kurzzeitig ebenfalls dänischer Außenminister, dann 1815 Gesandter am Wiener Kongress, bei dem Dänemark Norwegen verlor; 1818 wechselte er in den Dienst des preußischen Königs Friedrich Wilhelm III. und wurde dessen Außenminister bis 1832; er schuf die Grundlagen für den späteren Deutschen Zollverein.
Graf Arthur von Bernstorff (1808–1897) aus dem Hause Gartow-Wedendorf erbte Wedendorf und Bernstorf in Mecklenburg und wurde mecklenburgischer Landrat. Er kaufte die Güter Quadenschönfeld und Beseritz, wo er – wie auch in Bernstorf – neue Gutshäuser erbauen ließ, ferner den Jagdsitz Gut Mühlenhof.
Albrecht d. Ä. Graf von Bernstorff (1809–1873) aus dem Hause Dreilützow-Stintenburg amtierte 1861–1862 als preußischer Außenminister und später als Botschafter in London. Dessen Sohn Andreas Graf von Bernstorff (1844–1907), auf Stintenburg, war Reichstagsabgeordneter und dessen Sohn Albrecht d. J. Graf von Bernstorff (1890–1945), auf Stintenburg, wurde Diplomat und Widerstandskämpfer gegen den Nationalsozialismus; im April 1945 wurde er durch die SS ermordet.

## Wappen
- Das Stammwappen derer von Bernstorff wird wie folgt beschrieben: „In Rot ein silberner Wellenbalken, daraus wachsend balkenweise drei langstielige, spitze, grüne (natürliche) Seeblätter.“ – „Auf dem Topfhelm mit rot-silbernen Decken (auf gelehntem Schild) zwei auswärts schräggestellte, nach unten verjüngende, langstielige, rote Kugelfächer, mit je sieben natürlichen Pfauenfedern besteckt.“ Früher waren die Seerosenblätter golden, in manchen Wappenvariationen ist der Wellenbalken belegt mit drei (geäderten) kurzstieligen spitzen grünen Seerosenblättern (natürliche Seeblätter, siehe oben: gräfliches Wappen von 1837), die Helmzier sieben natürliche Pfauenfedern ohne gestielte Kugel.

- Bei der Erhebung in den Freiherrnstand und später in den Grafenstand wurde das Wappen jeweils gemehrt. Das gräfliche Wappen ist quadriert mit einem silbernen Herzschild, der einen grünen Kranz zeigt (der Herzschild bei Erhebung in den Grafenstand). Die Felder 1 und 4 zeigen das Stammwappen, 2 in Schwarz zwei goldene gegeneinander gekehrte Radfelgen mit je vier zugespitzten Speichen ohne Naben, 3 in Blau hinter einem dreigespitzten silbernen Felsen wachsend eine rotgekleidete gold gekrönte Jungfrau mit fliegenden goldenen Haaren, die einen grünen Kranz mit beiden Händen vor sich gestreckt hält. 2 und 3 war das Wappen der erloschenen österreichischen Familie Pernstorffer, die aber mit der mecklenburgischen Familie nicht zusammenhängt. Drei gekrönte Helme; auf dem mittleren ein Pfauenwedel, auf dem rechten Felsen und Jungfrau, auf dem linken ein geschlossener mit den Sachsen rechtsgekehrter schwarzer Flug, belegt mit den Radfelgen. Schildhalter rechts ein schwarzer rückschauender Adler, links ein goldener Leopard.[2]
- Wappenspruch: „Fürchte Gott, scheue Niemand.“

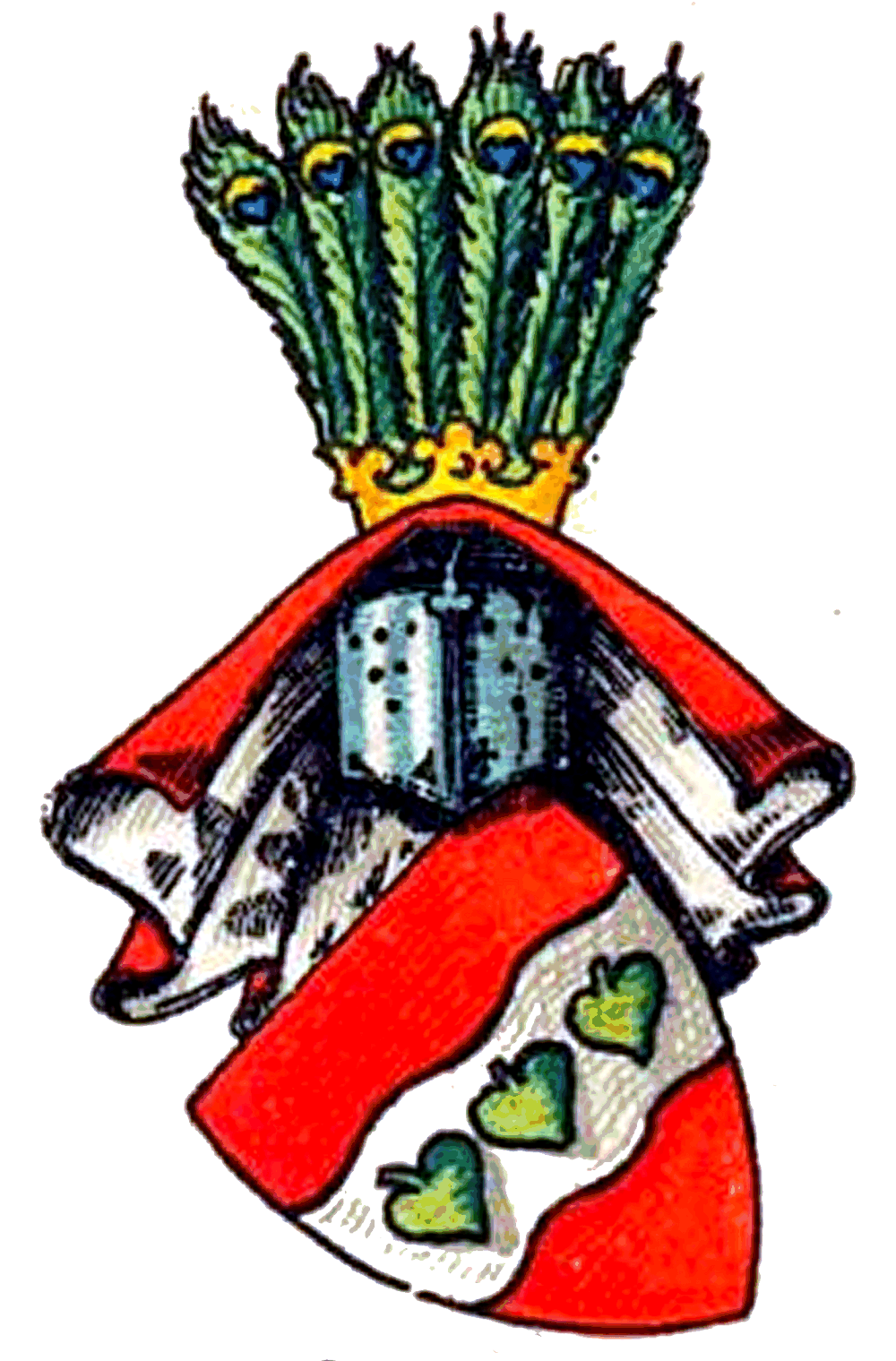
Variante des Stammwappens derer von Bernstorff
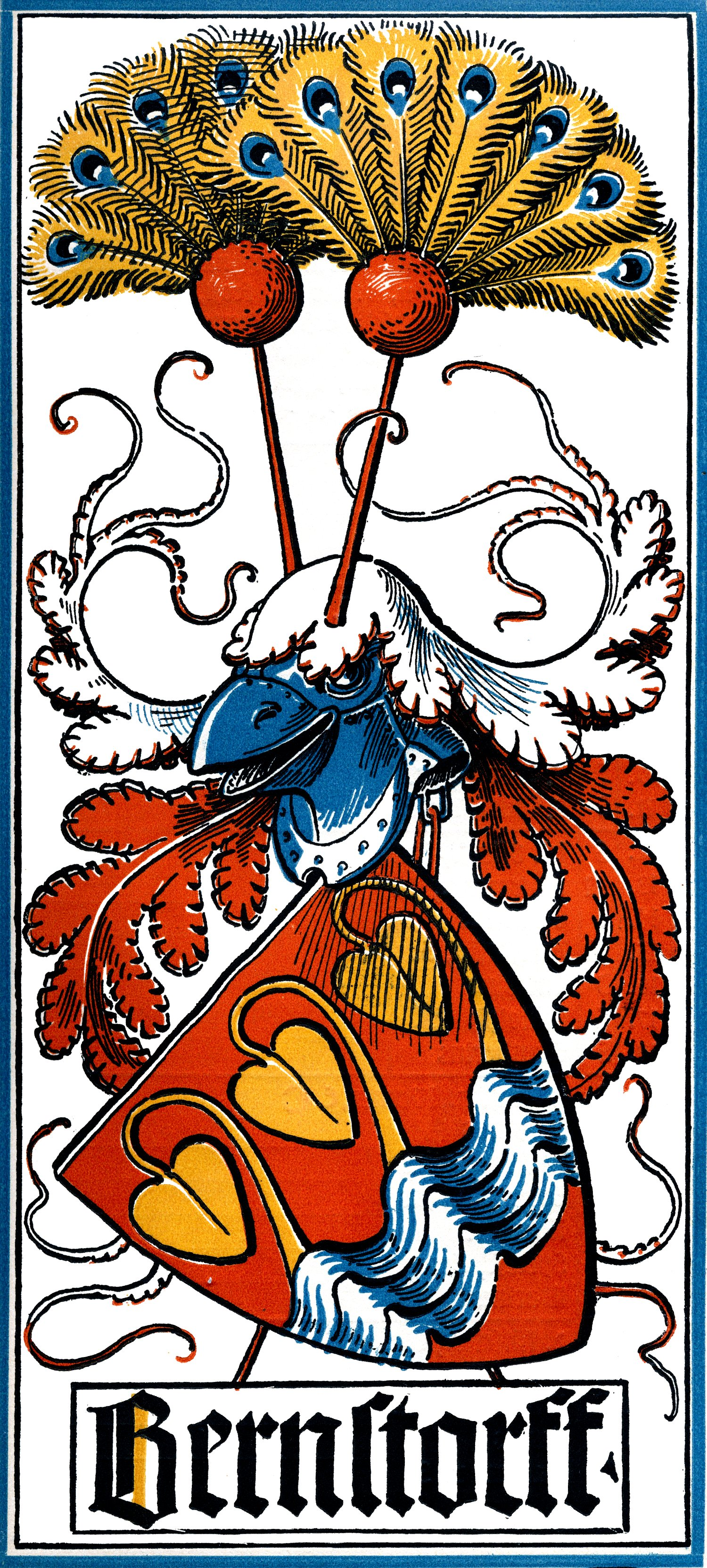
Wappengrafik von Otto Hupp im Münchener Kalender von 1903
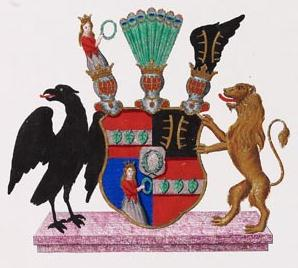
Gräfliches Wappen im Mecklenburgischen Wappenbuch

## Personen

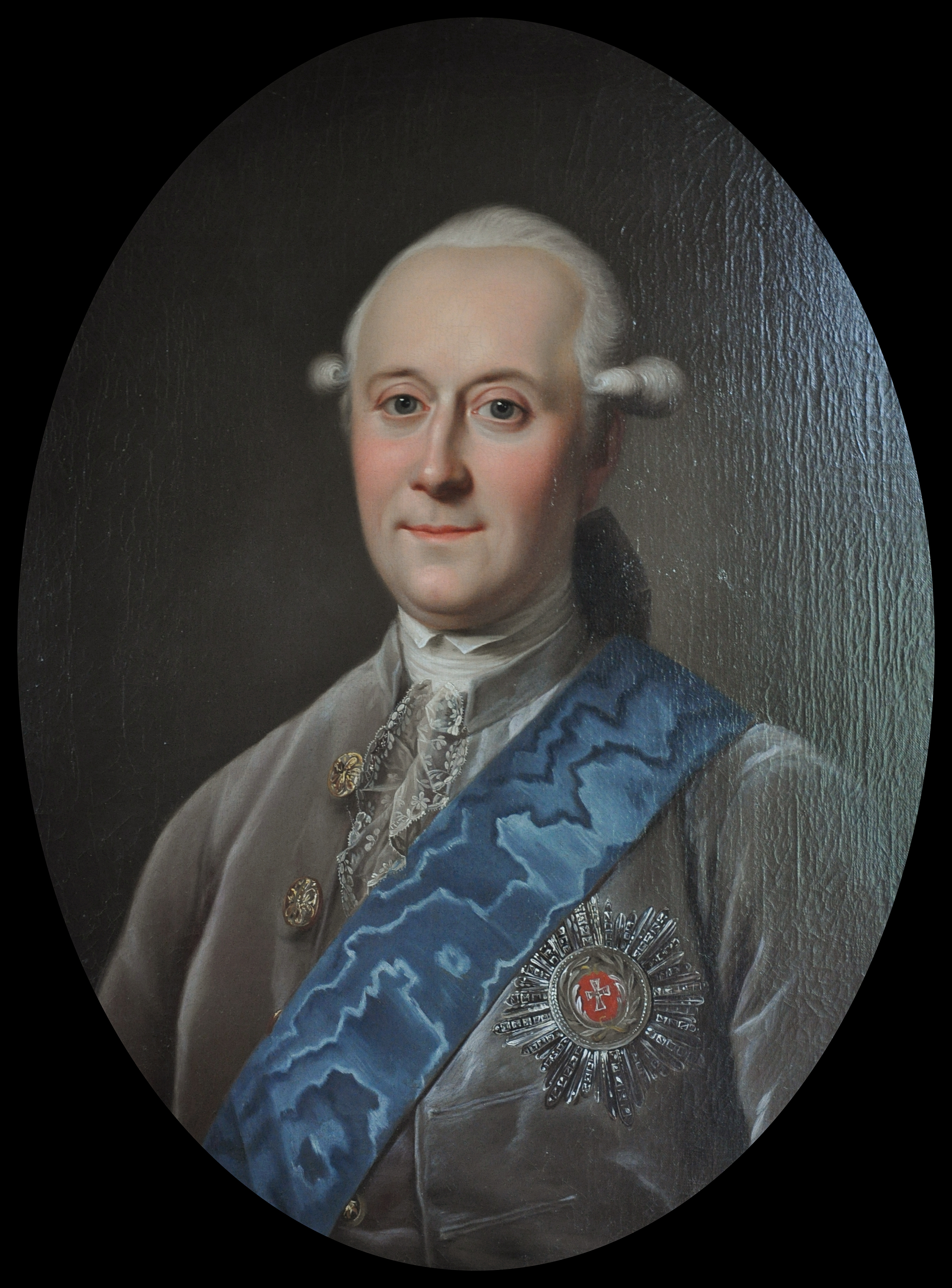
Graf Andreas Peter von Bernstorff (1735–1797), dänischer Außenminister

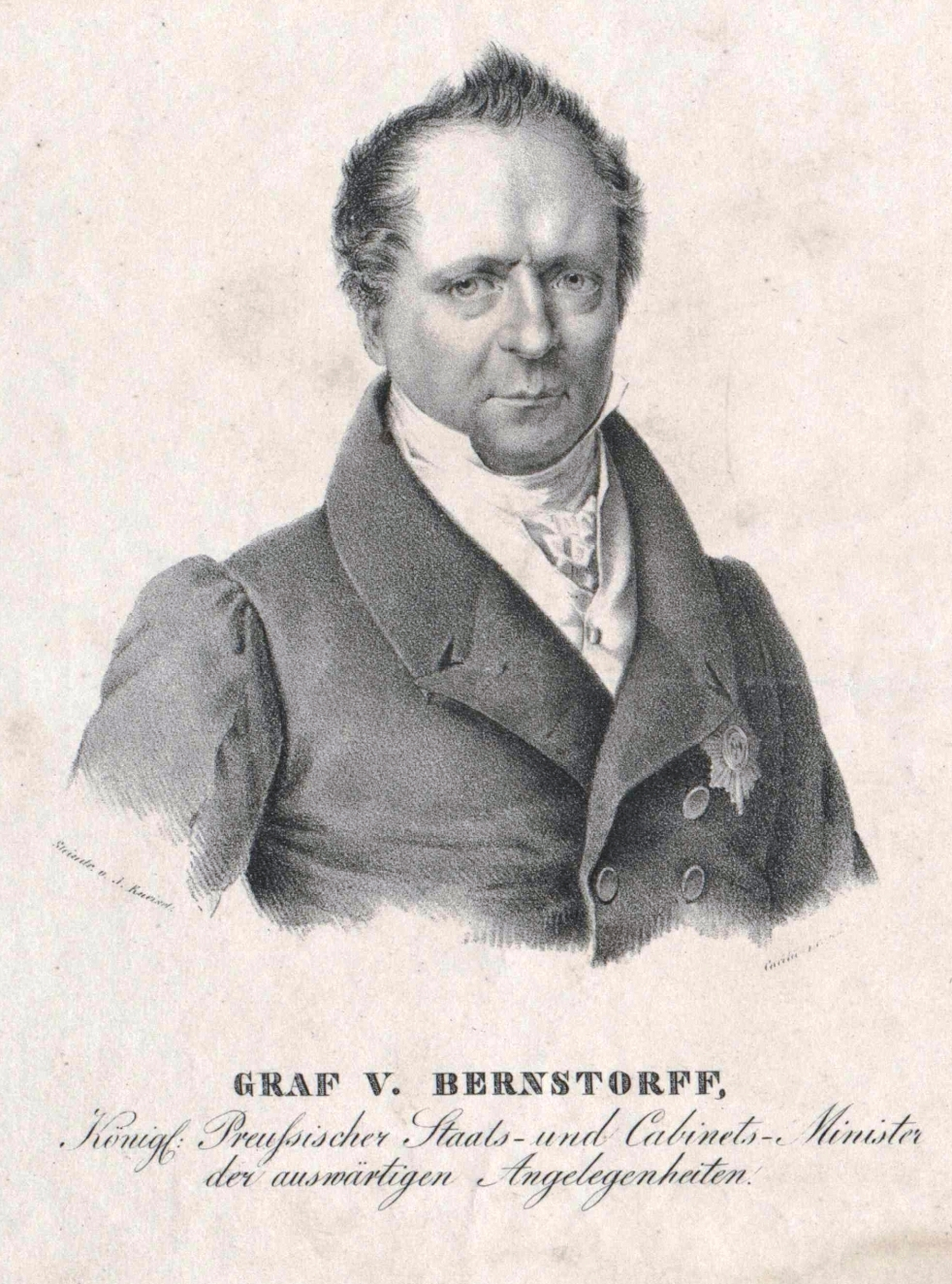
Graf Christian Günther von Bernstorff (1769–1835), dänischer und preußischer Außenminister

Albrecht Graf von Bernstorff (1890–1945), Widerstandskämpfer

- Adolf von Bernstorff (1803–1872), mecklenburgischer Kammerrat
- Albrecht d. Ä. Graf von Bernstorff (1809–1873), Botschafter, preußischer Außenminister (1861–1862)
- Albrecht d. J. Graf von Bernstorff (1890–1945), Botschaftsrat und Widerstandskämpfer gegen die nationalsozialistische Diktatur.
- Andreas von Bernstorff (Diplomat) (1604–1655), deutscher Diplomat, Domherr in Ratzeburg
- Andreas von Bernstorff (Verwaltungsjurist) (Andreas Peter Graf von Bernstorff; 1844–1907), deutscher Verwaltungsjurist, Politiker und Person der Gemeinschaftsbewegung
- Andreas von Bernstorff (Politiker) (* 1945), deutscher Politiker (Grüne)
- Andreas Gottlieb von Bernstorff (1649–1726), Erster Minister des Kurfürstentums Braunschweig-Lüneburg
- Andreas Gottlieb von Bernstorff (Reichsfreiherr) (1708–1768), dänischer Reichsfreiherr
- Andreas Peter von Bernstorff (Andreas Peter Graf von Bernstorff; 1735–1797), deutsch-dänischer Politiker
- Andreas von Bernstorff (1604–1655), Domherr zu Ratzeburg, Hofmeister und Diplomat
- Andreas Bernstorff (1811–1864), dänischer Offizier
- Arthur von Bernstorff (Arthur Graf von Bernstorff; 1808–1897), preußischer Legationsrat und mecklenburgischer Landrat
- Bechtold von Bernstorff (Bechtold Graf von Bernstorff; 1803–1890), Landrat und Mitglied des deutschen Reichstags
- Berthold von Bernstorff (Graf von Bernstorff-Wehningen; 1842–1917), Rittergutsbesitzer und Mitglied des Deutschen Reichstags
- Christian Ernst Bechtold von Bernstorff (1840–1908), Mecklenburg-Strelitzer Kammerherr, Regierungsrat und Gutsbesitzer
- Christian Günther von Bernstorff (1769–1835), dänischer und preußischer Außenminister
- Christian Joachim Hugo von Bernstorff (Joachim Graf von Bernstorff; 1834–1901) Klosterhauptmann von 1870–1882 im Kloster Dobbertin
- Eggert Detlev von Bernstorff (1644–1707), dänischer Generalmajor
- Emil Bernstorff (* 1993), britisch-dänischer Automobilrennfahrer
- Erich Graf von Bernstorff-Gyldensteen (1883–1968), deutscher Sportschütze
- Esther Bernstorff (* 1976), deutsche Drehbuchautorin
- Fanny von Bernstorff (1840–1930), Zeichnerin und Kinderbuchautorin
- Georg Ernst von Bernstorff (1870–1939), deutscher Großgrundbesitzer und Politiker (DHP)
- Günther von Bernstorff (1864–1937), deutscher Gutsbesitzer und Parlamentarier
- Hans Nikolaus von Bernstorff (1856–1914), Korvettenkapitän und Schriftsteller
- Heinrich von Bernstorff (1891–1935), deutscher Landrat
- Hermann von Bernsdorff (1867–1946), Kammerherr, bis 1945 letzter Eigentümer des Gutes und Herrenhauses Bernstorf[3][4]
- Irja von Bernstorff (* 1983), deutsche Regisseurin, Autorin und Produzentin von Dokumentarfilmen
- Joachim August Wilhelm von Bernstorff (1800–1869), preußischer und mecklenburgischer Generalmajor
- Joachim Frederik Bernstorff (1771–1835), dänischer Staatsmann
- Johann Hartwig Ernst von Bernstorff (1712–1772), deutscher Diplomat, dänischer Politiker
- Johann Hartwig Ernst von Bernstorff-Gyldensteen (1815–1898), deutscher Gutsbesitzer und Politiker
- Johann Heinrich von Bernstorff (1862–1939), deutscher Diplomat
- Percy Graf von Bernstorff (1858–1930), Regierungspräsident in Kassel
- Wilhelm von Bernstorff (Staatsminister) (1806–1861), Staatsminister von Mecklenburg-Strelitz
- Wilhelm von Bernstorff (Amtshauptmann) (1851–1912), mecklenburgischer Amtshauptmann und Drost

## Besitzungen
Zu den Gütern, die sich im Besitz der Bernstorff befanden, gehörten unter anderem:
- Stammgut Bernstorf, Nordwestmecklenburg, seit dem 13. Jahrhundert bis zur Enteignung 1945 im Besitz der Familie
- Gut Wedendorf, Nordwestmecklenburg, 1679 durch den Minister Andreas Gottlieb erworben; 1931 verkauft
- Gut Wotersen, Herzogtum Lauenburg, 1717 durch Andreas Gottlieb erworben; 1996 verkauft
- Gut Dreilützow, Mecklenburg, 1725 durch Andreas Gottlieb erworben; 1929 verkauft
- Gut Borstel, Schleswig-Holstein, durch den dänischen Außenminister Graf Johann Hartwig erworben; 1789 von seinem Enkel Joachim Frederik verkauft, dafür Gut Lehmkuhlen erworben (1807 verkauft)
- Bernstorffs Palæ, Kopenhagen, Dänemark, 1751 durch Johann Hartwig erbaut, 1799 verkauft
- Schloss Bernstorff, Dänemark, 1752 durch Johann Hartwig erworben, ab 1759 neu erbaut; 1812 verkauft
- Gut Kattrup, Jütland, Dänemark, 1852 durch den Hofjägermeister Frederik Emil Herman Bernstorff erworben; 1949 verkauft
- Gut Alt Karin, Mecklenburg, 1868 erworben, 1945 enteignet
- Gut Beseritz, Mecklenburgische Seenplatte, 1879 durch den Landrat Graf Arthur erworben; 1945 enteignet
- Gut Quadenschönfeld, 1883 durch Graf Arthur erworben; 1945 enteignet
- Gut Mühlenhof bei Fürstenberg/Havel, 1911 durch Graf Arthur als Jagdsitz erworben; 1935 verkauft
- Gut Schnackenburg, Niedersachsen, Pertinenz zu Gartow
- Insel Schiermonnikoog, Niederlande, von 1892 bis 1945 im Besitz der Familie Berthold von Bernstorff[5]

sowie bis heute:
- Gartow, Niedersachsen, 1694 durch Andreas Gottlieb erworben; heute im Besitz von Andreas Graf von Bernstorff
- Stintenburg mit Lassahn, Lauenburg, 1740 erworben; der 1945 hingerichtete Widerstandskämpfer Albrecht Graf von Bernstorff wurde von der NS-Regierung enteignet, der Ort dann durch Grenztausch an die DDR abgetreten; 1993 an die Familie restituiert
- Gyldensteen auf Fünen, Dänemark, 1802 von Gräfin Constance Henriette Bernstorff geb. Lehnsgräfin Knuth-Gyldensteen geerbt, heute im Besitz von Graf Frants Bernstorff-Gyldensteen
- Gjessinggård, Jütland, Dänemark, durch Erbe aus der Familie von Folsach 1977 an Peter Emil greve Bernstorff gekommen

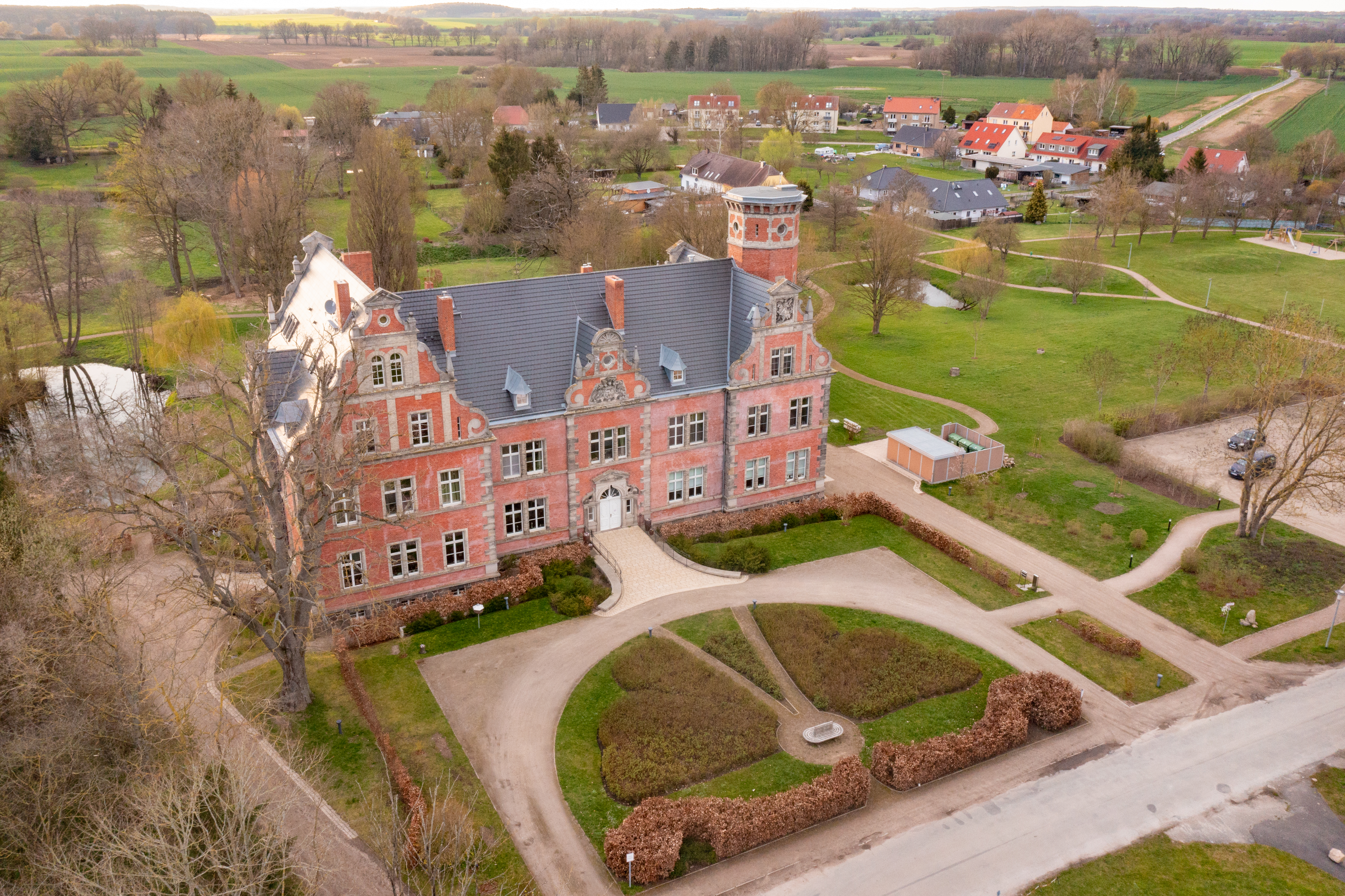
Bernstorf, Nordwestmecklenburg
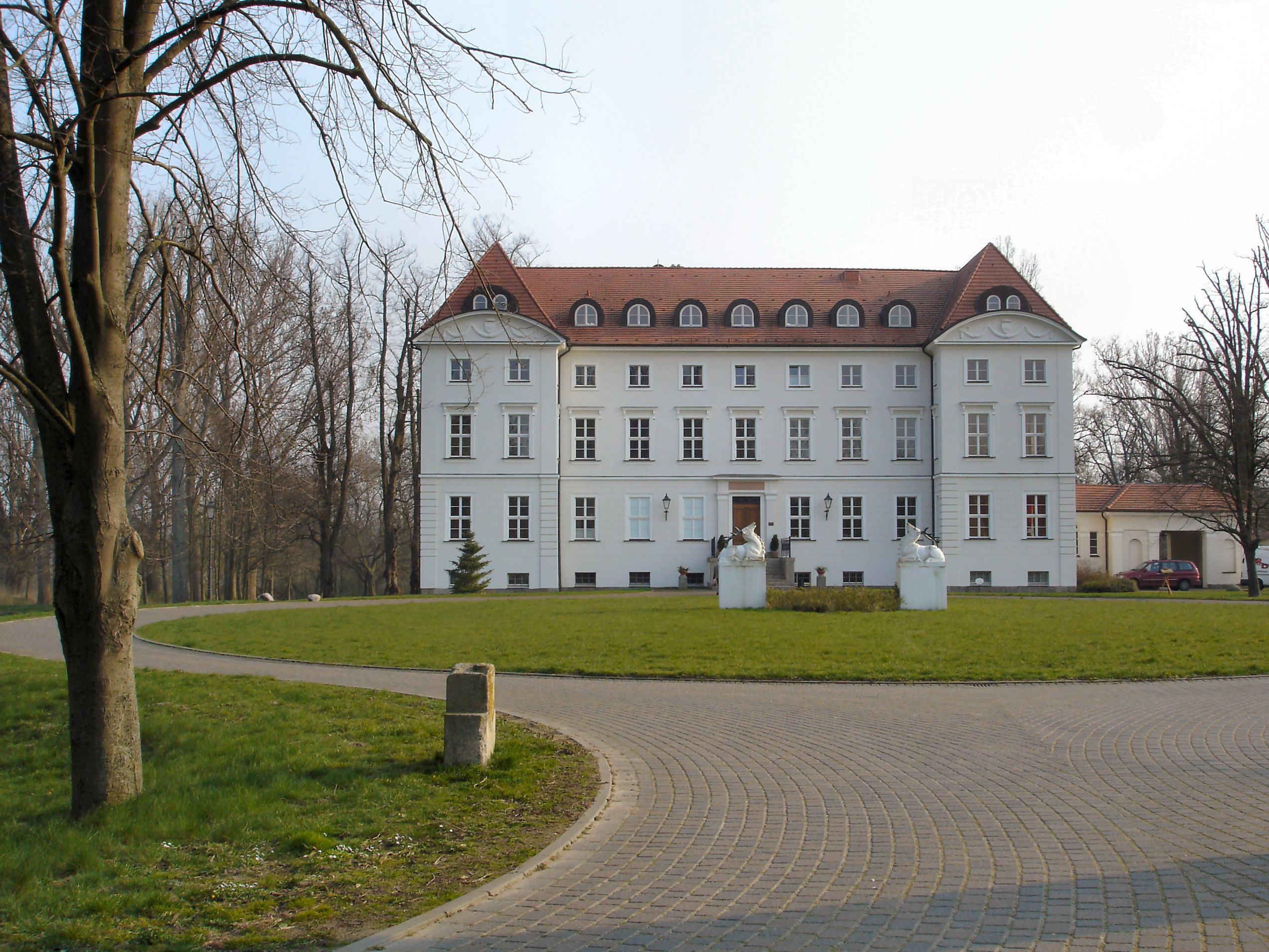
Wedendorf, Nordwestmecklenburg
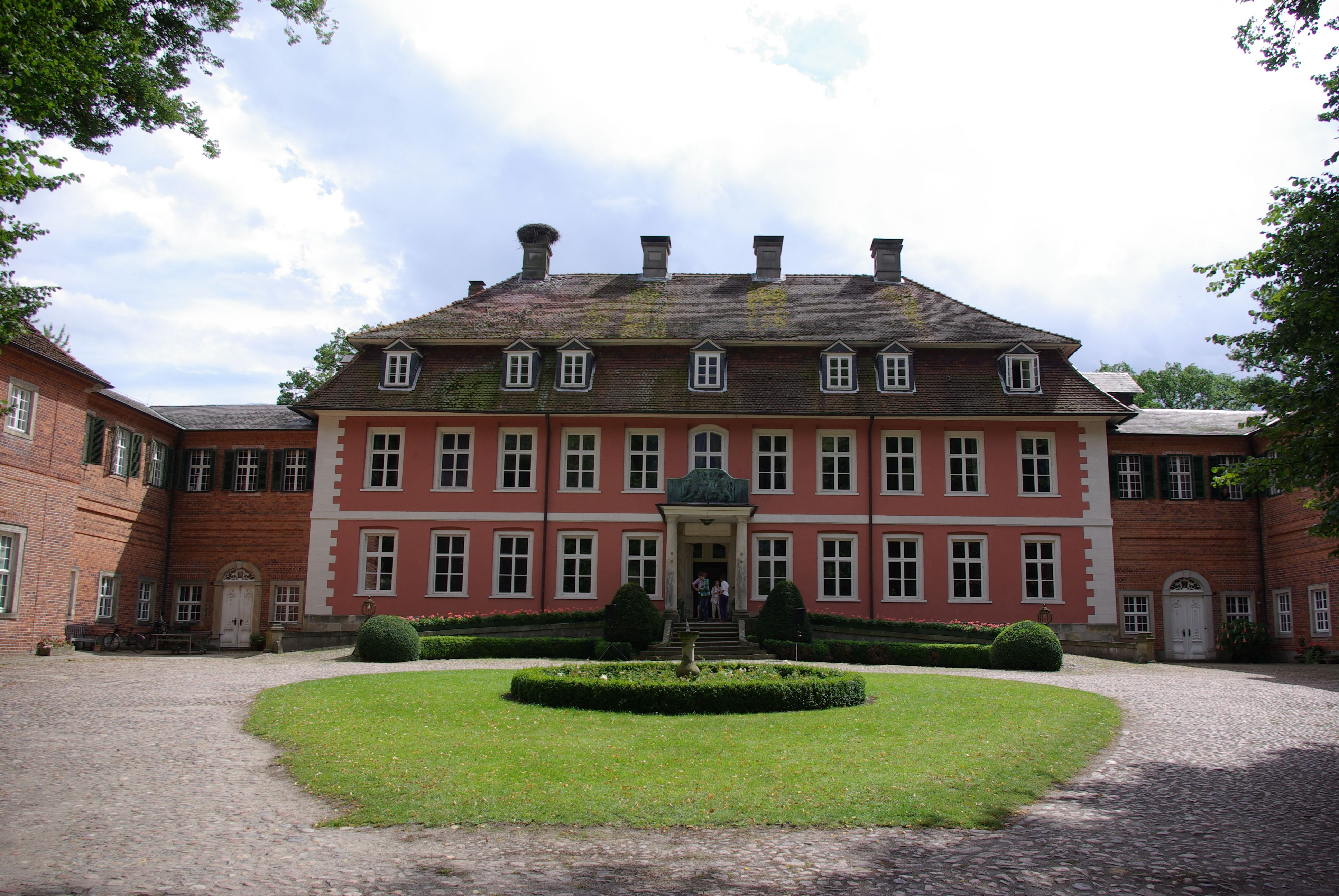
Gartow, Lüchow-Dannenberg (Nds.)
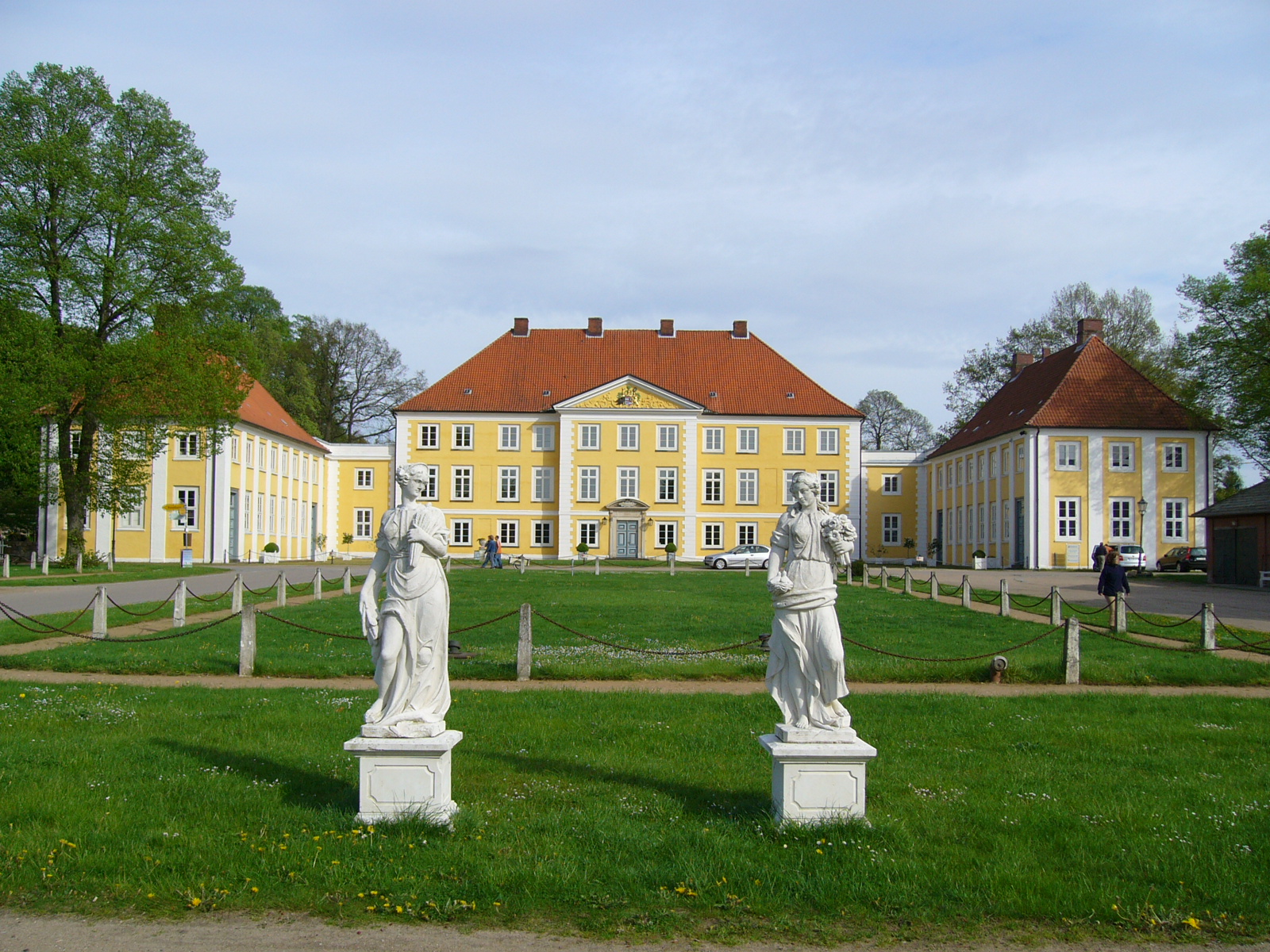
Wotersen, Lauenburg
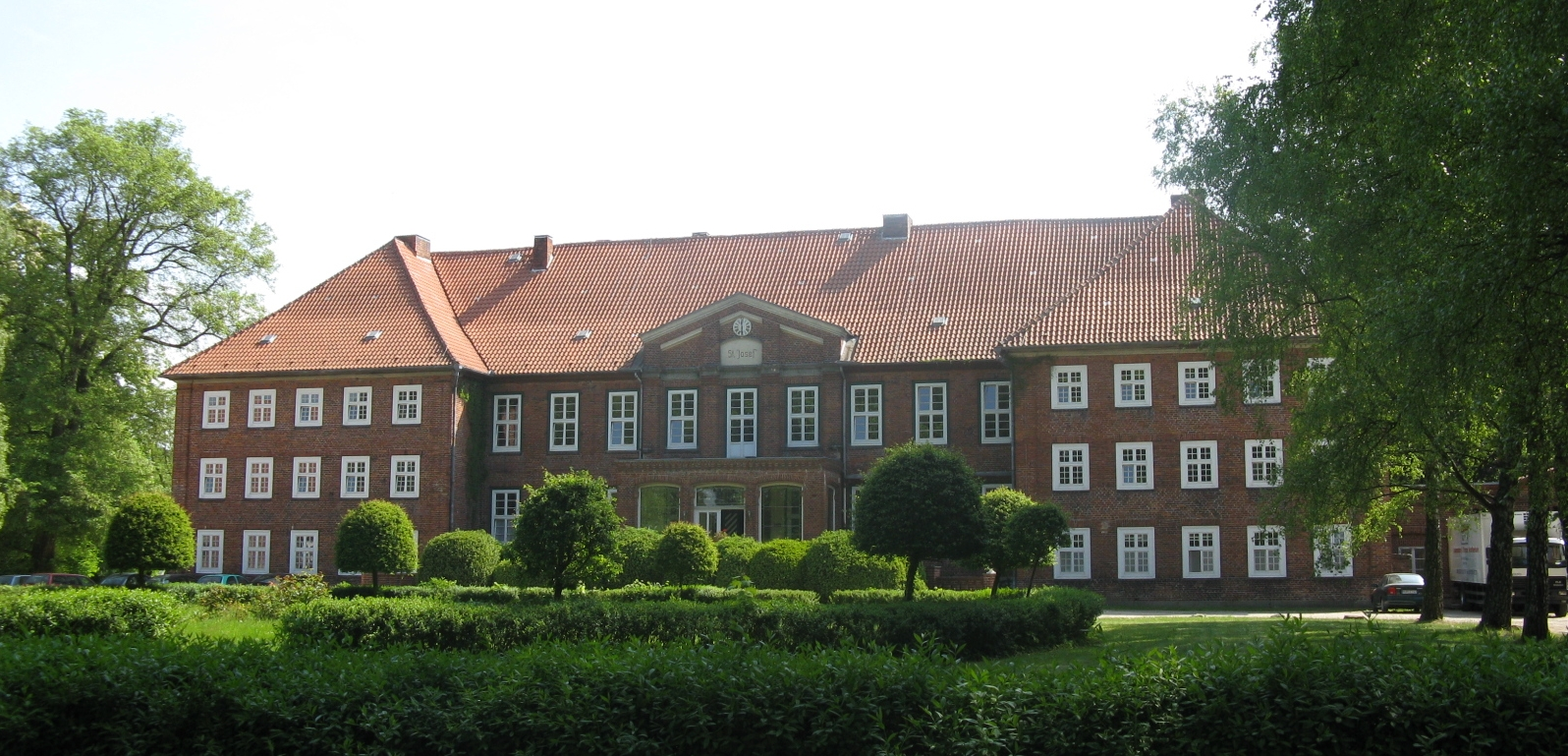
Dreilützow, Nordwestmecklenburg
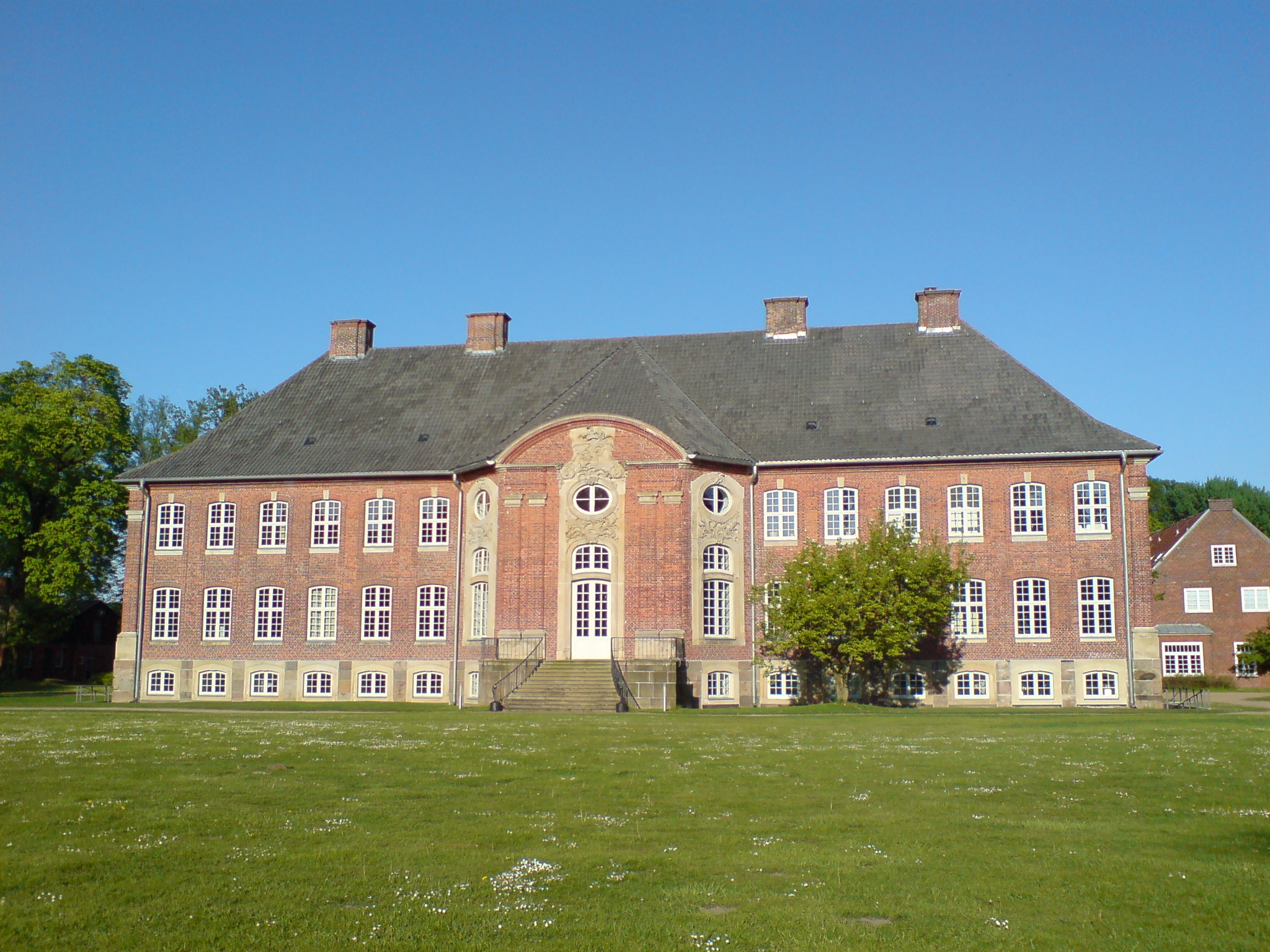
Borstel, Schleswig-Holstein
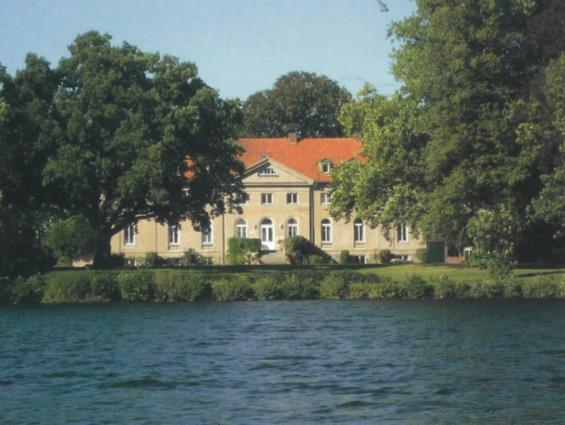
Stintenburg, Lauenburg
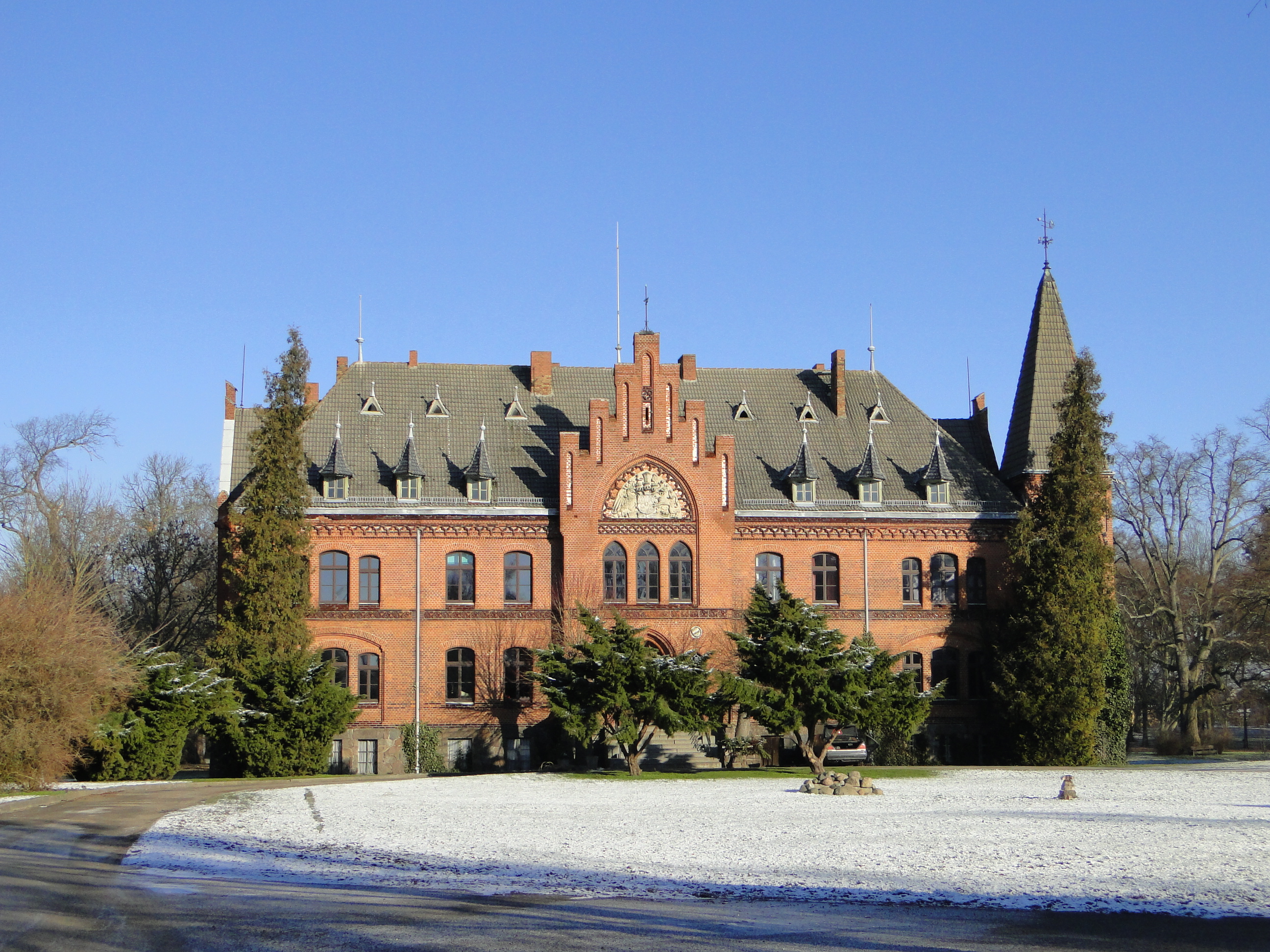
Beseritz, Mecklenburgische Seenplatte
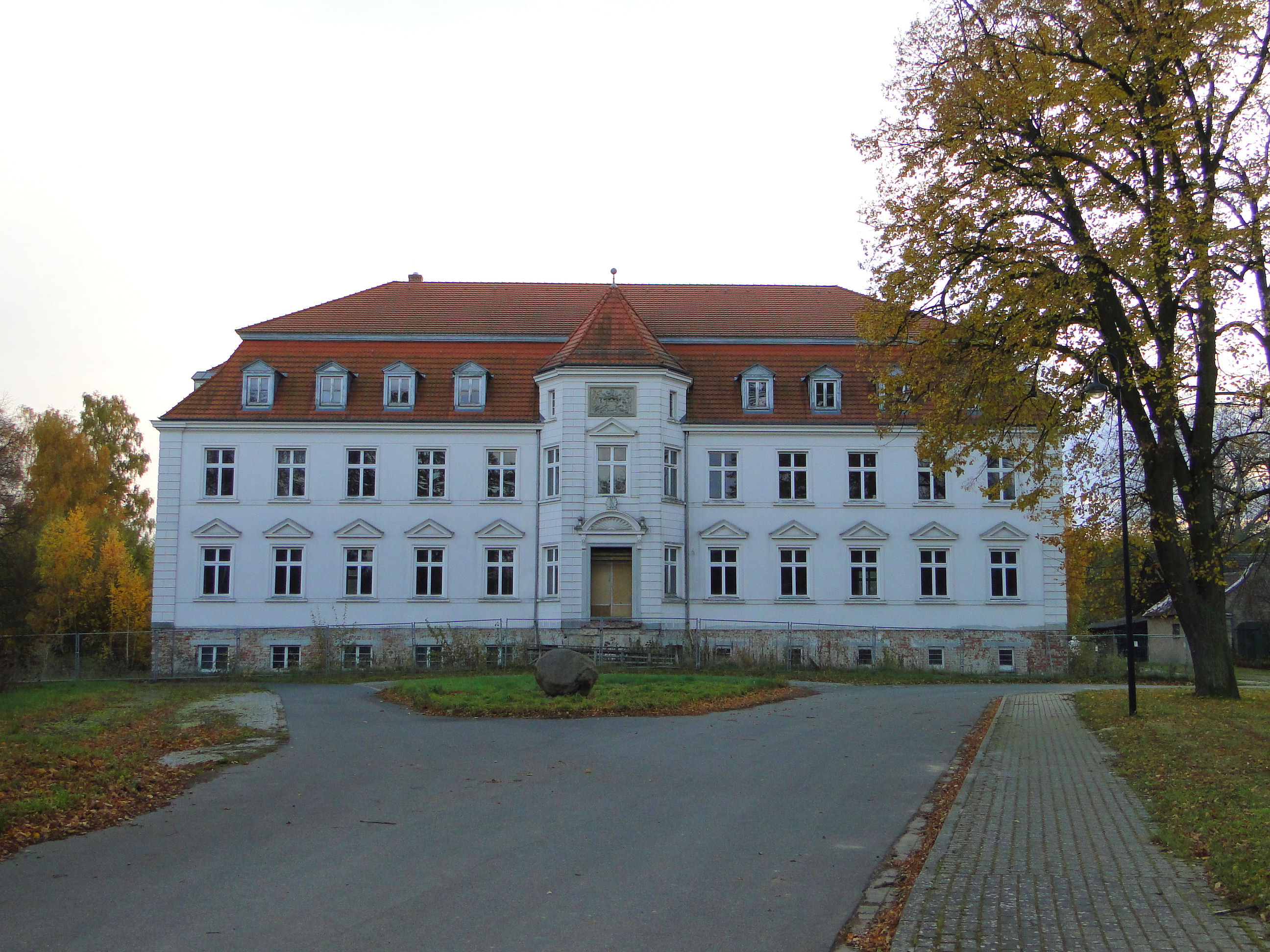
Quadenschönfeld, Mecklenburgische Seenplatte
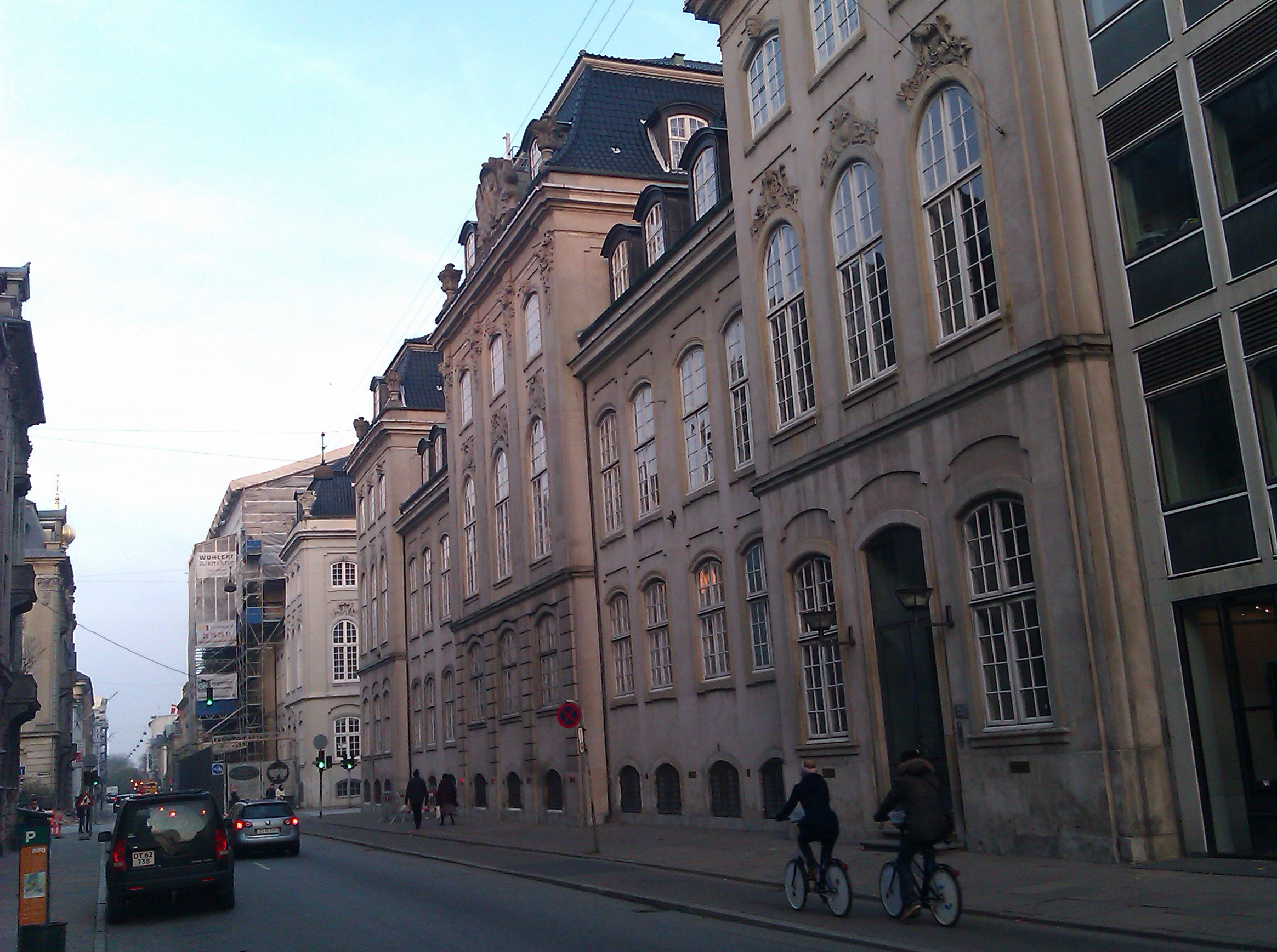
Bernstorff-Palais, Kopenhagen
Schloss Bernstorff bei Kopenhagen, Dänemark
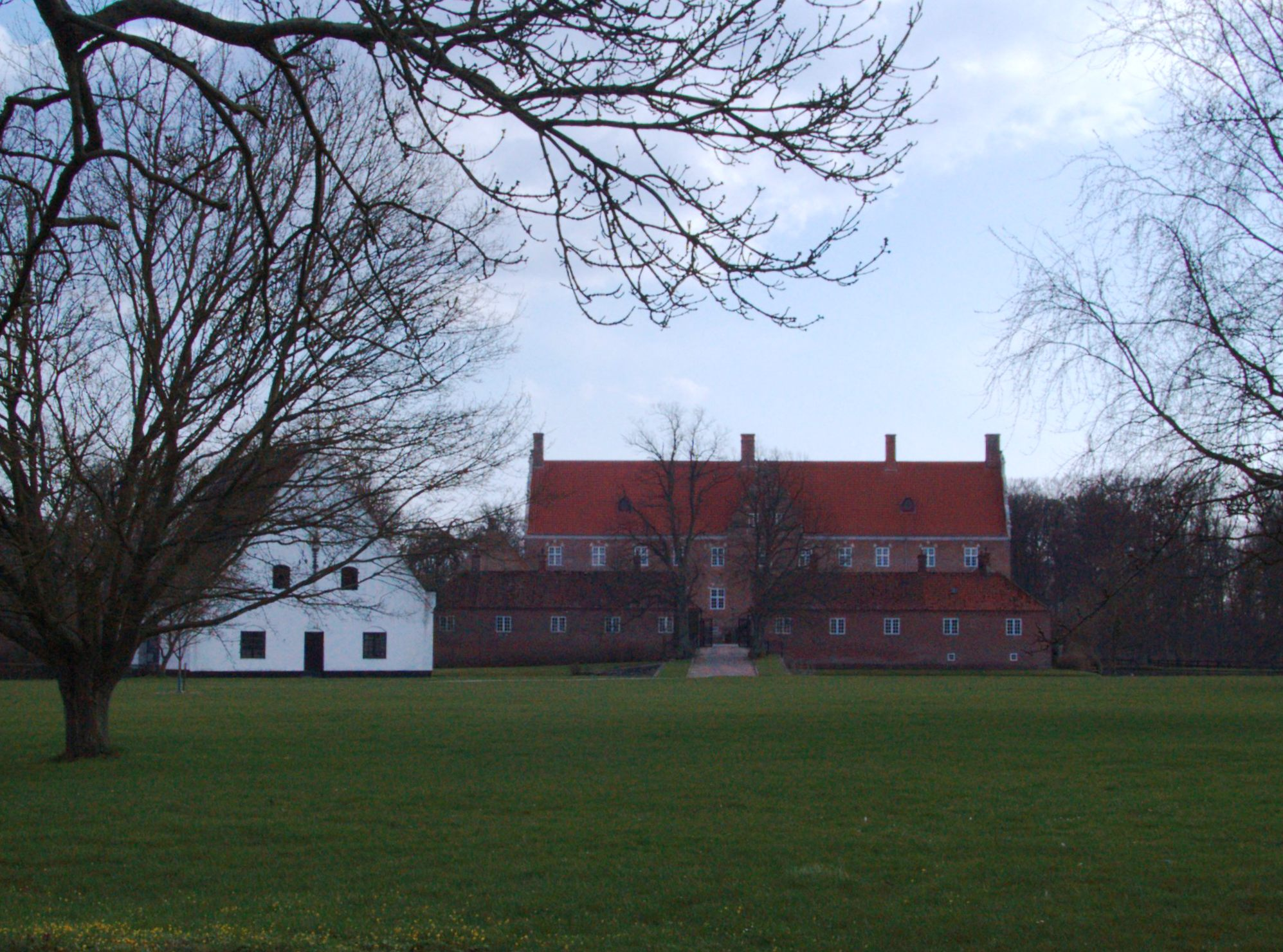
Gyldensteen auf Fünen, Dänemark
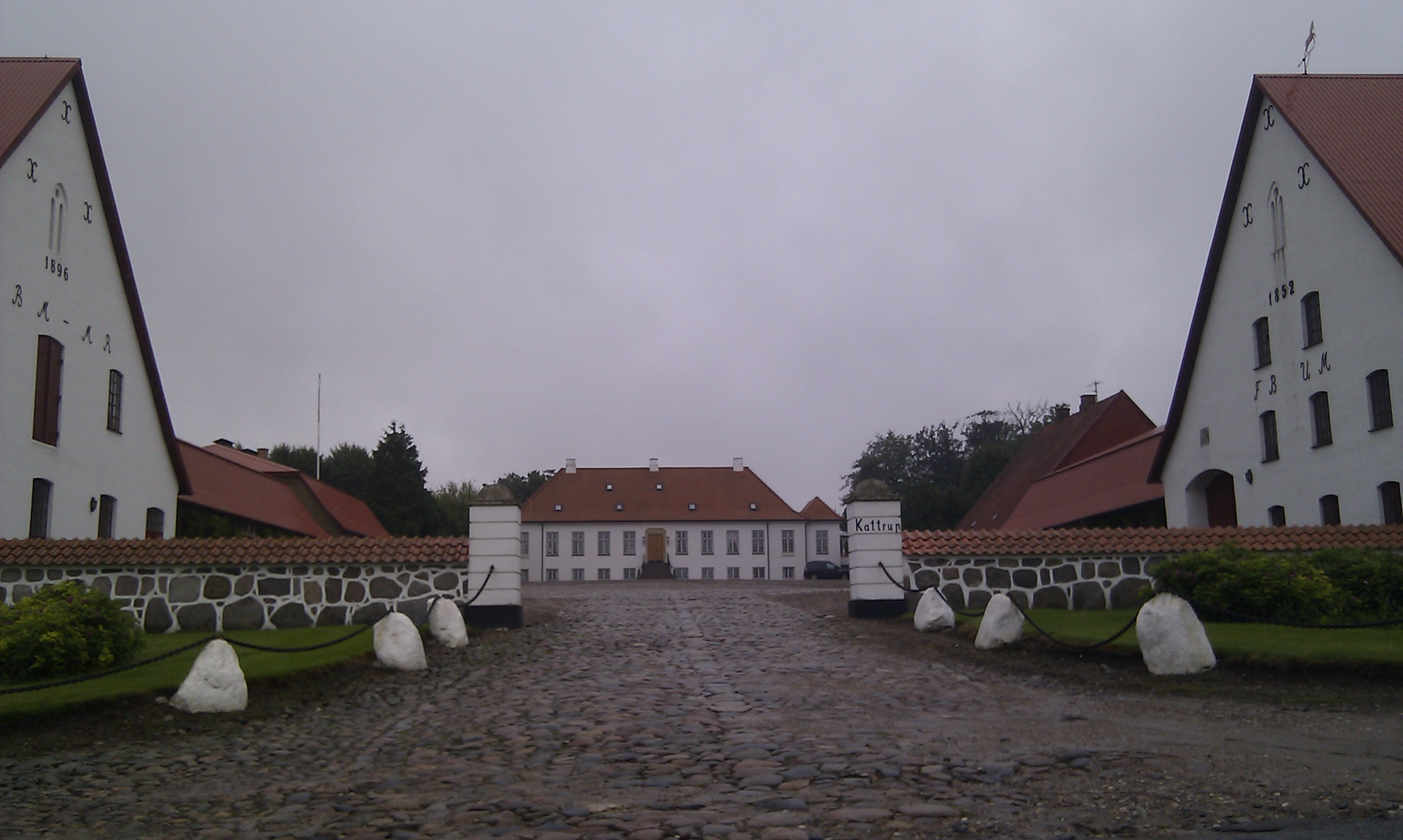
Kattrup, Dänemark
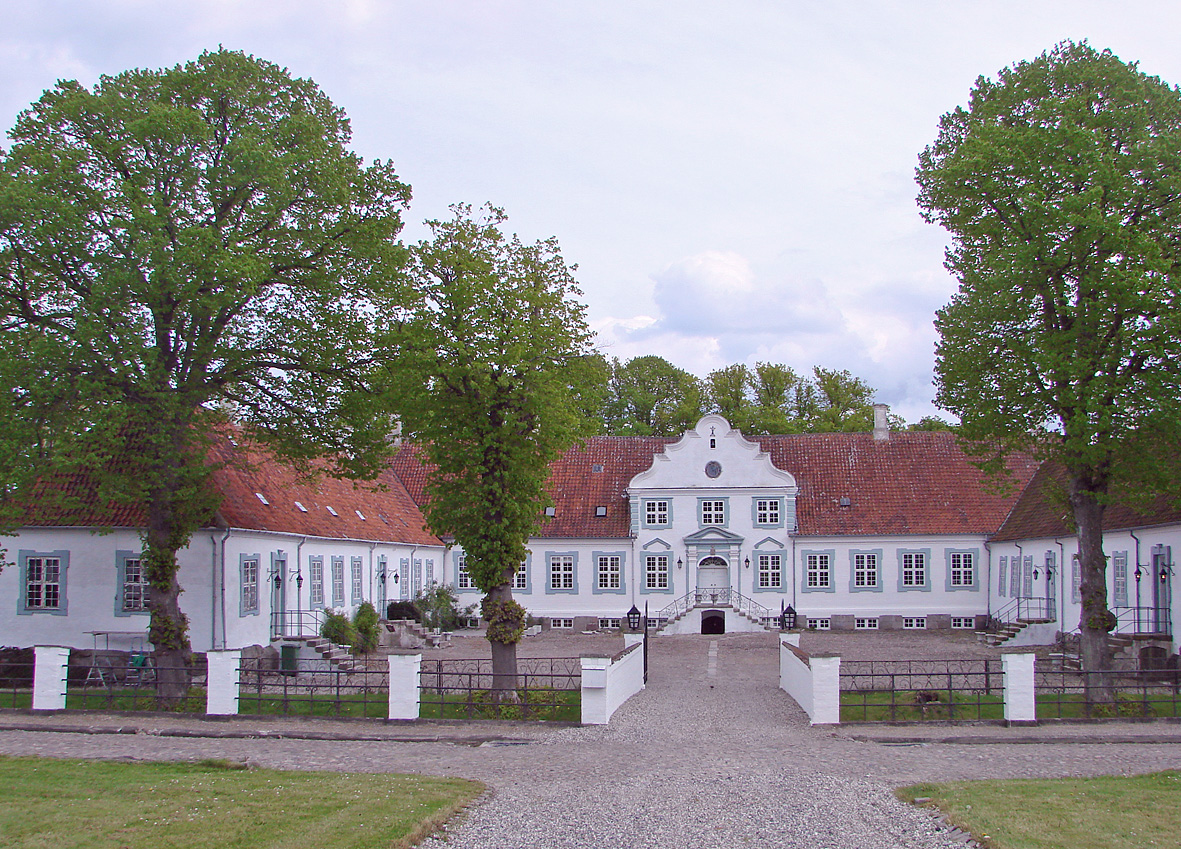
Gjessinggård, Dänemark

### Sekundärliteratur
- Bechtold Graf v. Bernstorff: Solange der Kuckuck ruft. Erinnerungen eines Landjungen. Frankfurter Literaturverlag, Frankfurt am Main 2021, ISBN 978-3-8372-2545-7.
- Wilhelm Morhardt: Das Grabmal der Anna Magdalena Luise von Bernstorff (1688–1690) in Babenhausen. In: Georg Wittenberger: Babenhäuser Mosaik = Babenhausen einst und jetzt. XX, Selbstverlag Heimat- und Geschichtsverein Babenhausen, Babenhausen 1990, S. 30–34. in: Regesta Imperii